# Альбер Дюваль
Альбер Дюваль (фр. Albert Duval, 29 листопада 1867 — 18 серпня 1942) — французький яхтсмен.
Срібний призер Олімпійських Ігор 1900 року в першому запливі в класі 1—2 тонни, бронзовий призер 1900 року в другому запливі в класі 1—2 тонни.